# Appiani
La familia Appiani fou una familia italiana originada a Pisa. El seu ancestre fou el notari Guarnito d'Appiani, oriünd d'Appiani, prop de Pontedra, que va morir el 1255. Va deixar un fill de nom Jacopo Appiani mort el 1290 el qual fou el pare de Benvenuto Appiani, notari a Pisa i capità de la corporació de notaris que al seu torn fou el pare de Vanni Appiani, notari a Pisa, i canceller del senat de Lucca el 1347, que fou decapitat a Pisa el 28 de maig de 1355.
Vanni fou el pare de Jaume I Appiani primer senyor de Piombino. Els Appiani van governar Piombino des del 30 d'octubre del 1392 fins al 1634. El 1603 a la mort de Jaume VII del Piombino, l'herència va entrar en litigi i un cosí, Carles del Piombino, es va proclamar príncep però fou enderrocat pels espanyols que finalment van reconèixer la successió a Isabel del Piombino, germana gran de Jaume VII. Aquesta va renunciar el 1624 en favor de la seva filla Polissena de Mendoza, que uns anys després (1632) es va casar amb Nicolau Ludovisi, però altre cop va entrar en litigi, i Horaci del Piombino, fill de Carles, es va proclamar príncep el 1626 i el 1628 Espanya va assolir el dret feudal i el va reconèixer. Finalment però Nicolau en fou reconegut príncep i investit el 24 de març de 1634 contra el pagament de més d'un milió de florins, i fou confirmat per diploma imperial de 21 d'abril de 1634. El 1635 va poder prendre possessió del feu, que li fou confirmat el 8 de novembre de 1638 amb el marquesat de Populònia i les senyories annexes, i el 16 de maig de 1658 va afegir encara el títol de príncep de Venosa, heretat de la família Gesualdi o Gesualdo.

## Llista de senyors Appiani de Piombino
- Jaume I Appiani (senyor de Pisa) 1392-1398
- Gerard Lleonard Appiani (senyor de Pisa 1398-1399) 1398-1405
- Jaume II Appiani 1405-1441
- Caterina Appiani 1445-1451
- Manel Appiani 1451-1457
- Jaume III Appiani d'Aragona 1457-1474
- Jaume IV Appiani d'Aragona 1474-1501
- Cèsar Borja 1501-1503
- Jaume IV Appiani d'Aragona (segona vegada), príncep 1509, 1503-1510
- Jaume V Appiani d'Aragona 1510-1545
- Jaume VI Appiani d'Aragona 1545-1548
- A Florència 1548-1557
- Jaume VI Appiani d'Aragona (segona vegada) 1552 (de fet 1557)-1585
- Alexandre Appiani d'Aragona 1585-1589
- Jaume VII del Piombino conegut també per Cosm 1589-1603, príncep 1594
- Carles del Piombino 1603
- A Espanya 1603 a 1611
- Isabel del Piombino 1611-1624
- Horaci del Piombino 1626-1635
- Nicolau I Ludovisi 1635-1664 (ocupació francesa 1646-1650)

- Vegeu tambe:Piombino, Ludovisi, Boncompagni-Ludovisi i Presidis Toscans